# Gestosa
Gestosa (llamada oficialmente Santa María de Xestosa) es una parroquia y un lugar del municipio español de Toén, en la provincia de Orense, Galicia.

## Historia
Hacia mediados del siglo XIX, la parroquia, ya por entonces perteneciente a Toén, tenía contabilizada una población de 264 habitantes. Aparece descrita en el octavo volumen del Diccionario geográfico-estadístico-histórico de España y sus posesiones de Ultramar de Pascual Madoz con las siguientes palabras:

GESTOSA (Sta. Maria): felig. en la prov., part. jud. y dióc. de Orense (2 leg.), ayunt. de Toen. sit. á la izq. del r. Miño, con libre ventilacion y clima sano. Tiene unas 58 casas distribuidas en el l. de su nombre y en el de Outeiro. La igl. parr. (Sta. Maria), está servida por un cura de entrada, y provision ecl. en concurso. Confina el térm. N. Puga; E. Sobrado del Obispo; S. Castro de Trelle, y O. Macendo. El terreno participa de monte y llano, y es de mediana calidad, abunda en aguas que sirven para beber y otros usos. prod.: maiz, centeno, castañas, patatas, legumbres y vino: hay ganado vacuno, de cerda, lanar y cabrio; y caza de diferentes especies. pobl.: 58 vec., 264 alm. contr.: con su ayunt. (V.)
(Madoz, 1847, pp. 392-393)

## Organización territorial
La parroquia está formada por una entidad de población:
- Xestosa

## Demografía
Gráfica demográfica del lugar y parroquia de Gestosa según el INE español:
| Gráfica de evolución demográfica de Gestosa entre 2000 y 2023 |
|                                                               |
| Datos según el nomenclátor publicado por el INE.              |